# Бар (община)
Муніципалітет Бар — один з муніципалітетів Чорногорії. Центром є місто Бар. Муніципалітет розташований на узбережжі Адріатичного моря на південному сході Чорногорії. Згідно з переписом населення 2011 року, в місті Бар проживало 17 649 жителів, тоді як загальна чисельність населення муніципалітету Бар становила 42 068 осіб.

## Географія та туризм
Муніципалітет Бар розташований на прибережному кордоні Чорногорії на узбережжі Адріатичного моря. Це приблизно 53 кілометри від Подгориці, столиці Чорногорії. На сході знаходиться найбільше озеро на Балканах, Скадарське озеро. На заході, через море, знаходиться Італія .
Природна територія навколо Бару в основному недоторкана і багата рослинністю. Муніципалітет тягнеться до південного берега Скадарського озера і охоплює регіон Крайни. Цей район відвідують туристи для дозвілля та піших прогулянок. Невеликі поселення поблизу Бару, такі як Добра Вода, Сутоморе та Чань, є місцем для прийняття сонячних ванн, оскільки там знаходяться довгі піщані пляжі.

### Пляжі
Муніципалітет має понад 44 кілометри морського узбережжя. Є двадцять пляжів, що мають довжину 9 кілометрів. На півночі знаходиться Чань, який має 1,100 метровий піщаний пляж. Човен везе туристів з Чаня до пляжу Кралічина (Королівський пляж). Він лежить під природною стіною осадових порід. Далі на південь знаходиться 300-метровий пляж Малевік. На 1200-метровому пляжі в Сутоморі є розваги, нічні клуби та ресторани. Поруч із середньовічним монастирським комплексом Ратака знаходиться Червоний пляж, названа так за кольором дрібного піску. Пляж оточений сосновим лісом і розташований приблизно за сто метрів від головної дороги до Бара. Міський пляж Бар розташований перед палацом короля Ніколи I. Довжина — 750 метрів, частково галька, а частина пісок.
Також на березі Скадарського озера є пляжі.

### Флора і фауна
Прибережна частина Бару підтримує чагарник макіс з дубом, дібровом, лавром, миртом, іспанською мітлою, олеандром, глодом, шлаком, колючкою, віничкою м'ясної та спаржею. На півночі та в горах є дубові та букові ліси. Цитрусові, включаючи мандарин, апельсин та лимон, ростуть у районі Бара, а також гранат, оливки, виноград та інжир. Гінкго білоба росте в парку палацу короля Ніколи. Скадарське озеро багате на птахів, включаючи пелікан. Мисливські тварини водяться в Остросі, Румії, Лісіні, Сутормані та Созіні, включаючи кролика, борсука, лисицю, вовка та кабана. На березі моря в Барі можна знайти різноманітні черепашки, равликів, голкошкірих, головоногих та раків .

## Демографія

### Поділ та поселення
Муніципалітет складається з 77 населених пунктів, чотири з яких, Бар, Старий Бар, Сутоморе та Вірпазар є міськими, а решта — сільськими чи приміськими. Муніципалітет розділений на 12 місцевих громад (mjesna zajednica): Тополіца (частина Бару), Поле, Беліші, Буртайші, Суторман, Старий Бар, Шушань, Сутоморе, Мрковієві, Крайна, Шестан та Чермніца.

### Етнічна приналежність
Етнічний склад муніципалітету в 2011 році:

## Місцева адміністрація
| Партії та коаліції                                            | Сидіння | Уряд? |
| ------------------------------------------------------------- | ------- | ----- |
| Демократична партія соціалістів (ДПС)                         | 14      | Так   |
| Соціал-демократи (SD)                                         | 4       | Так   |
| Незалежний список «Я вибираю бар» — Радомир Новакович-Какан   | 5       | Ні    |
| Демократи та Коаліція об'єднаних реформ                       | 4       | Ні    |
| Незалежні радники                                             | 4       | Ні    |
| Соціал-демократична партія (СДП)                              | 2       | Так   |
| Демократичний фронт (ДФ) і Соціалістична народна партія (СНП) | 2       | Ні    |
| Боснійська партія (БС)                                        | 1       | Так   |
| Справжня Чорногорія (PCG)                                     | 1       | Ні    |

## Галерея

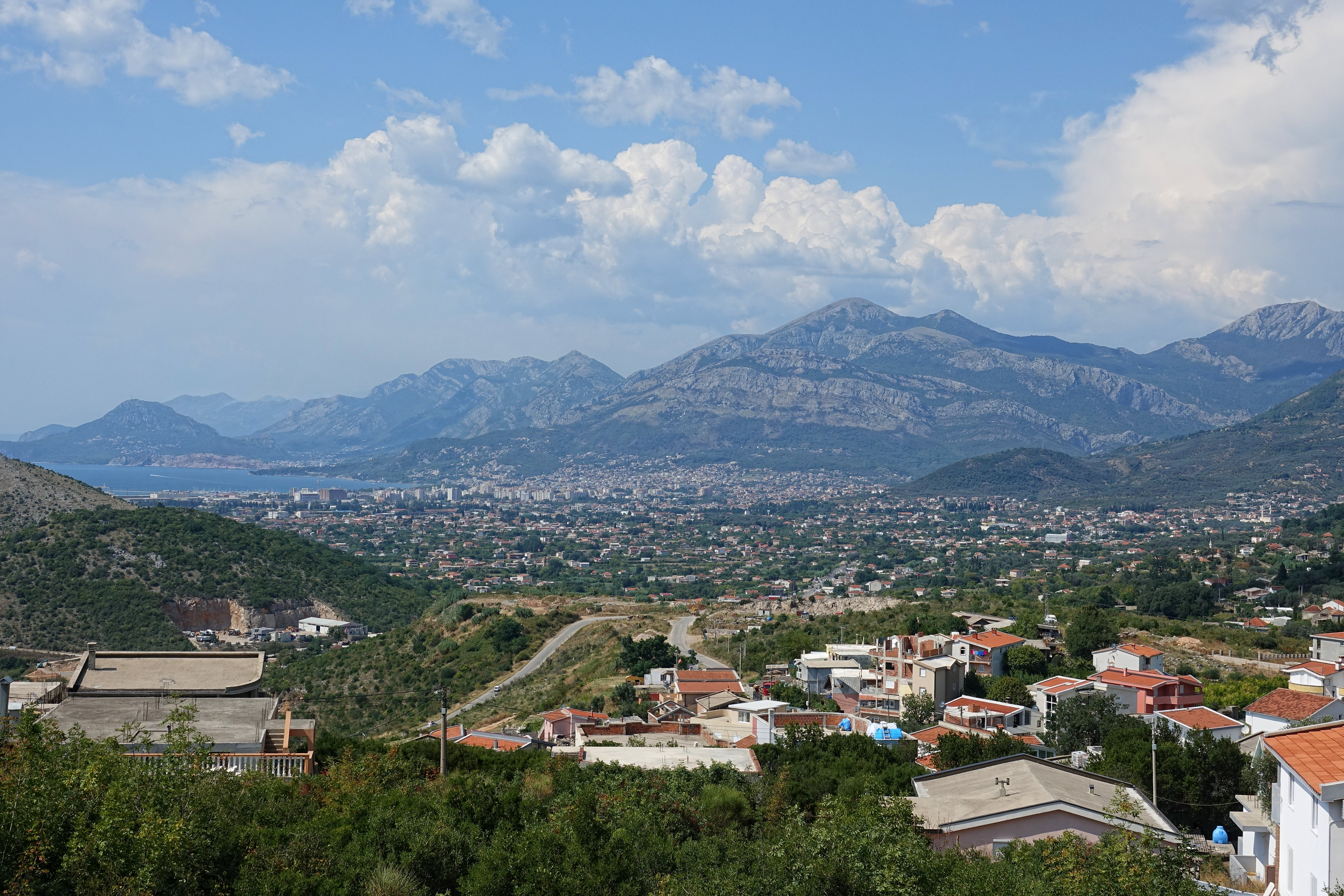
Місто Бар, Чорногорія
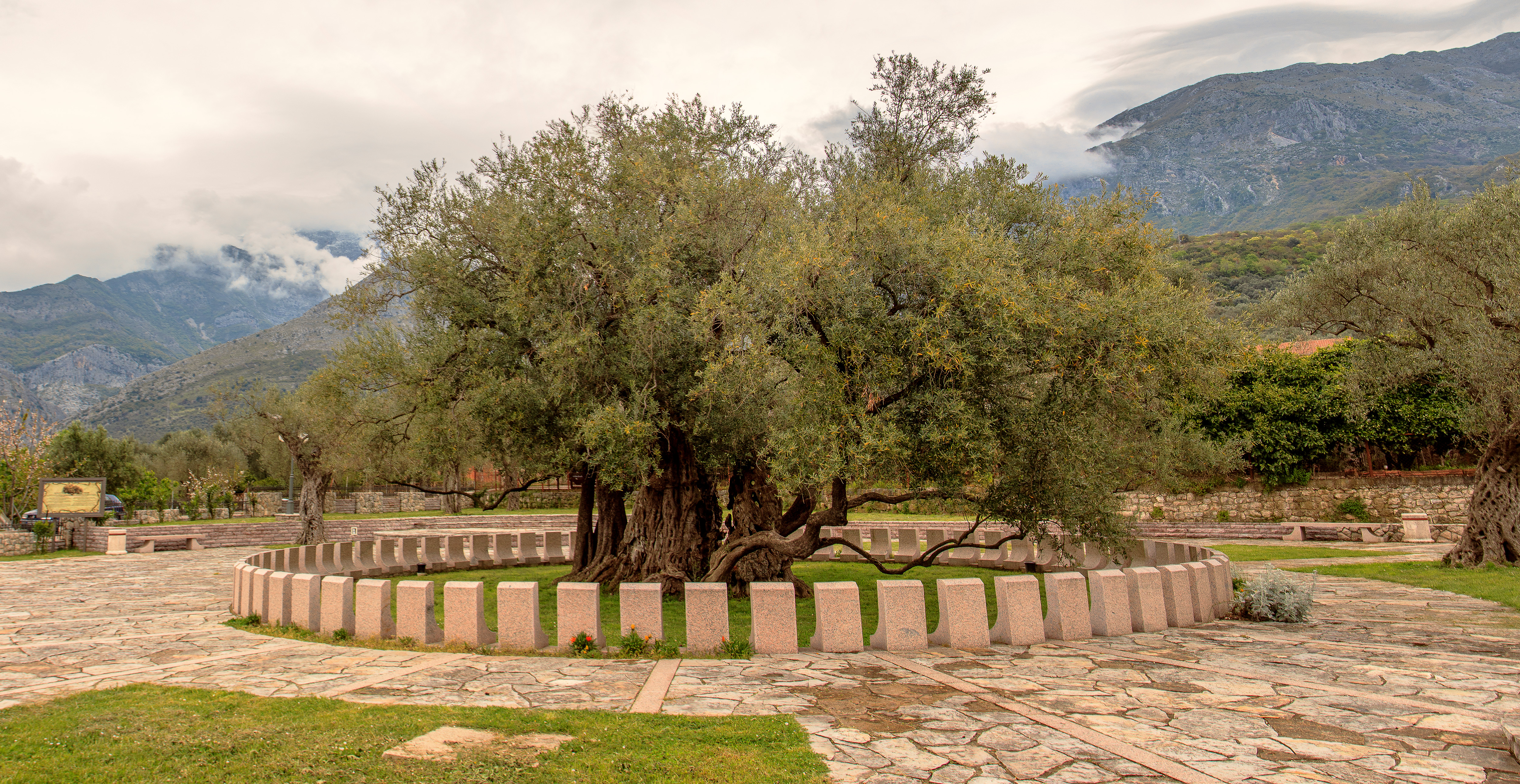
"Olea europea", 2000-річне дерево.
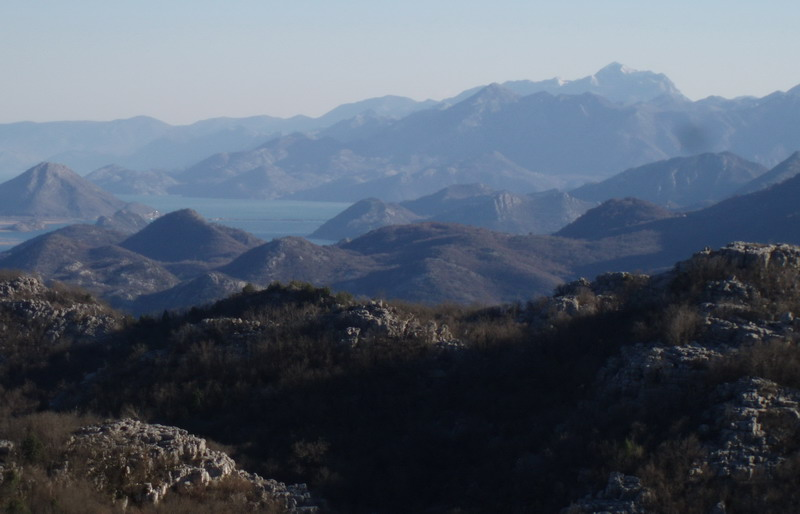
Румія Маунтхейн і Скадарське озеро
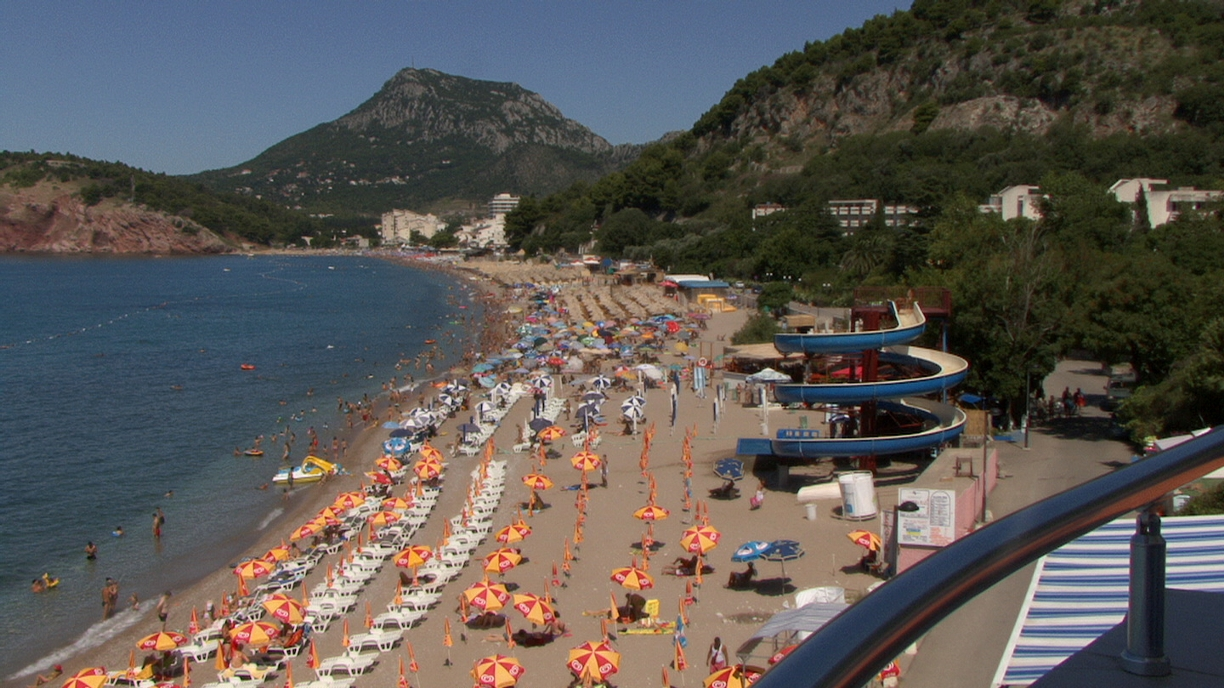
Сутоморе
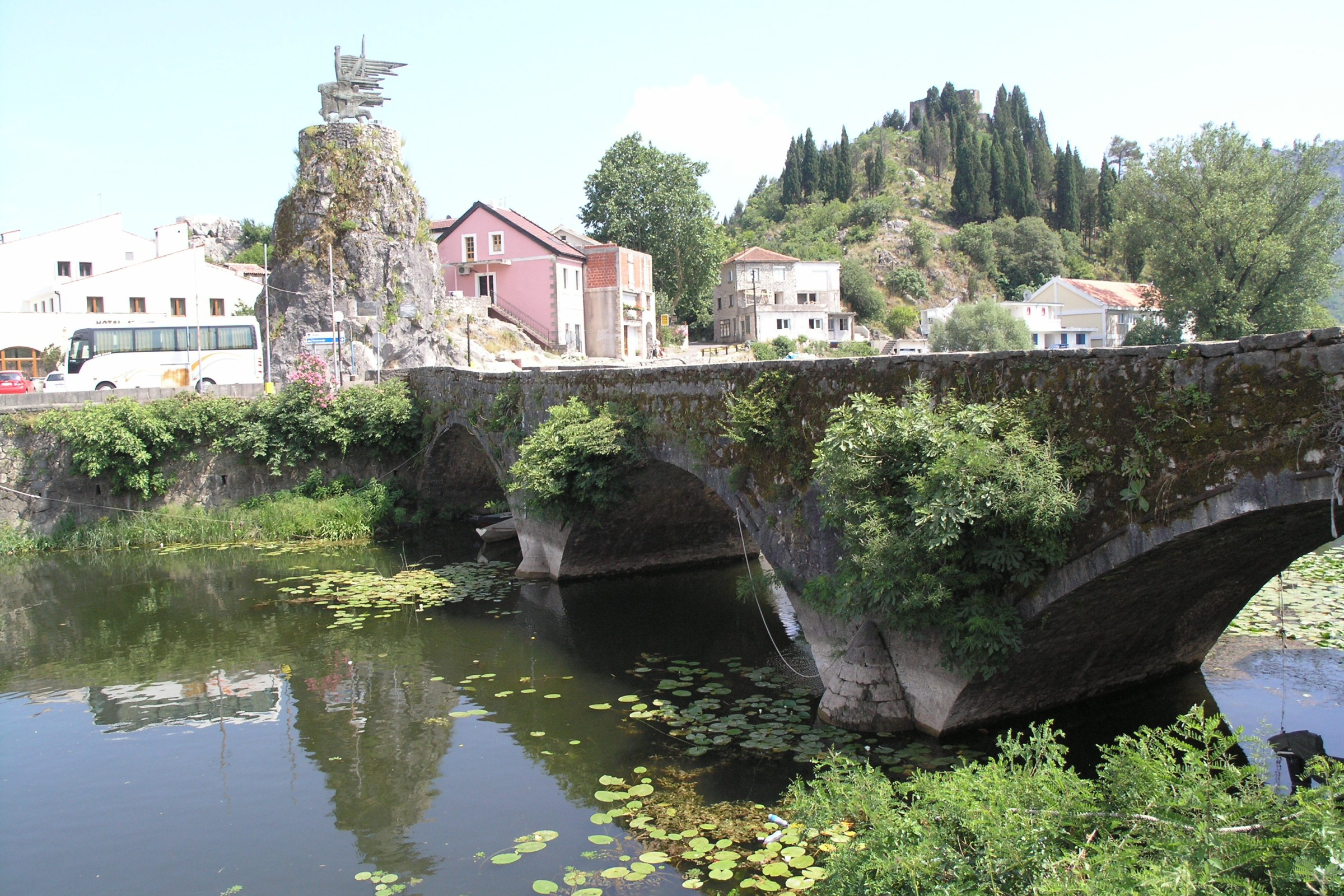
Вірпазар біля Скадарського озера
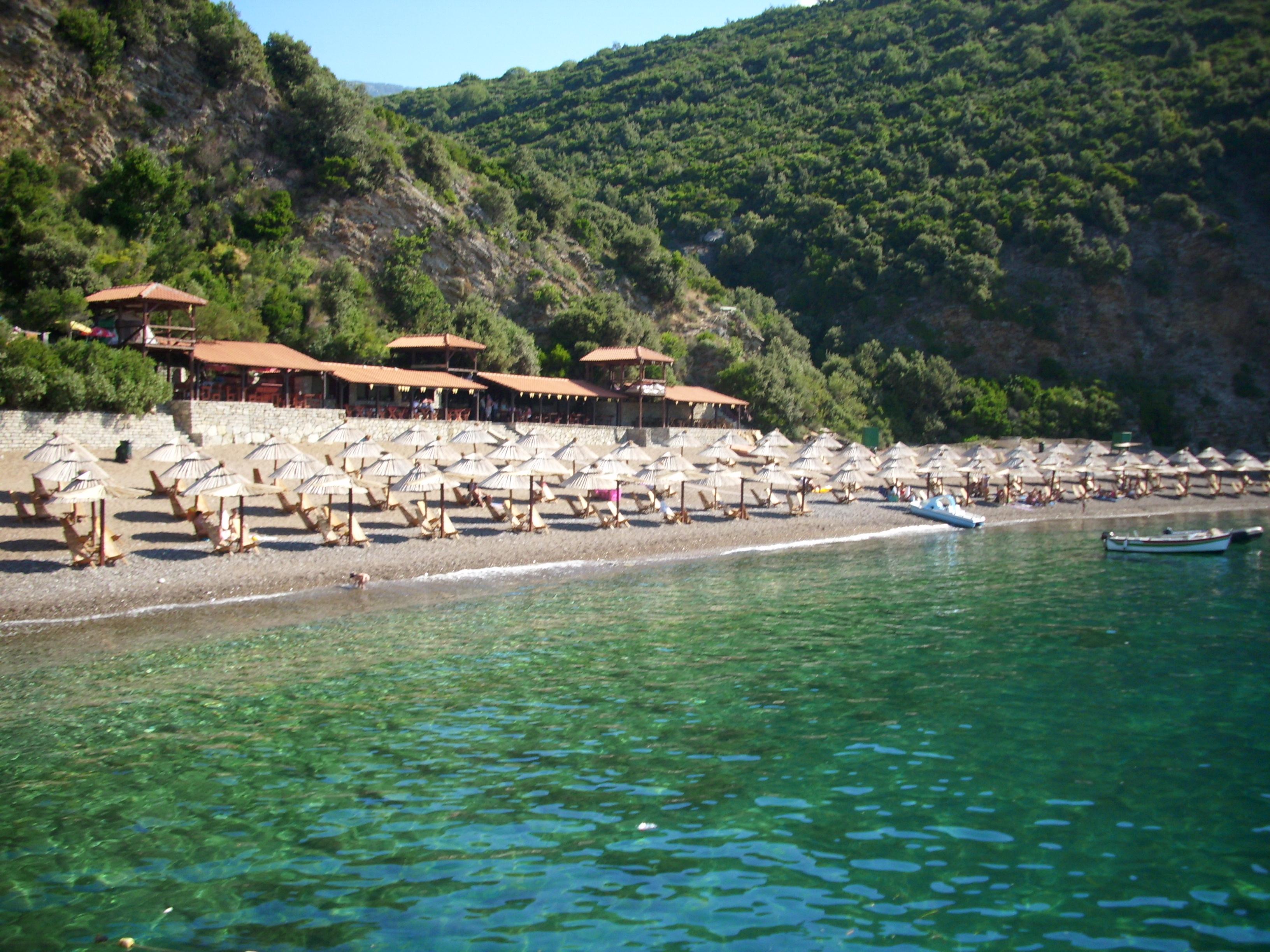
Королівський пляж біля Чаня
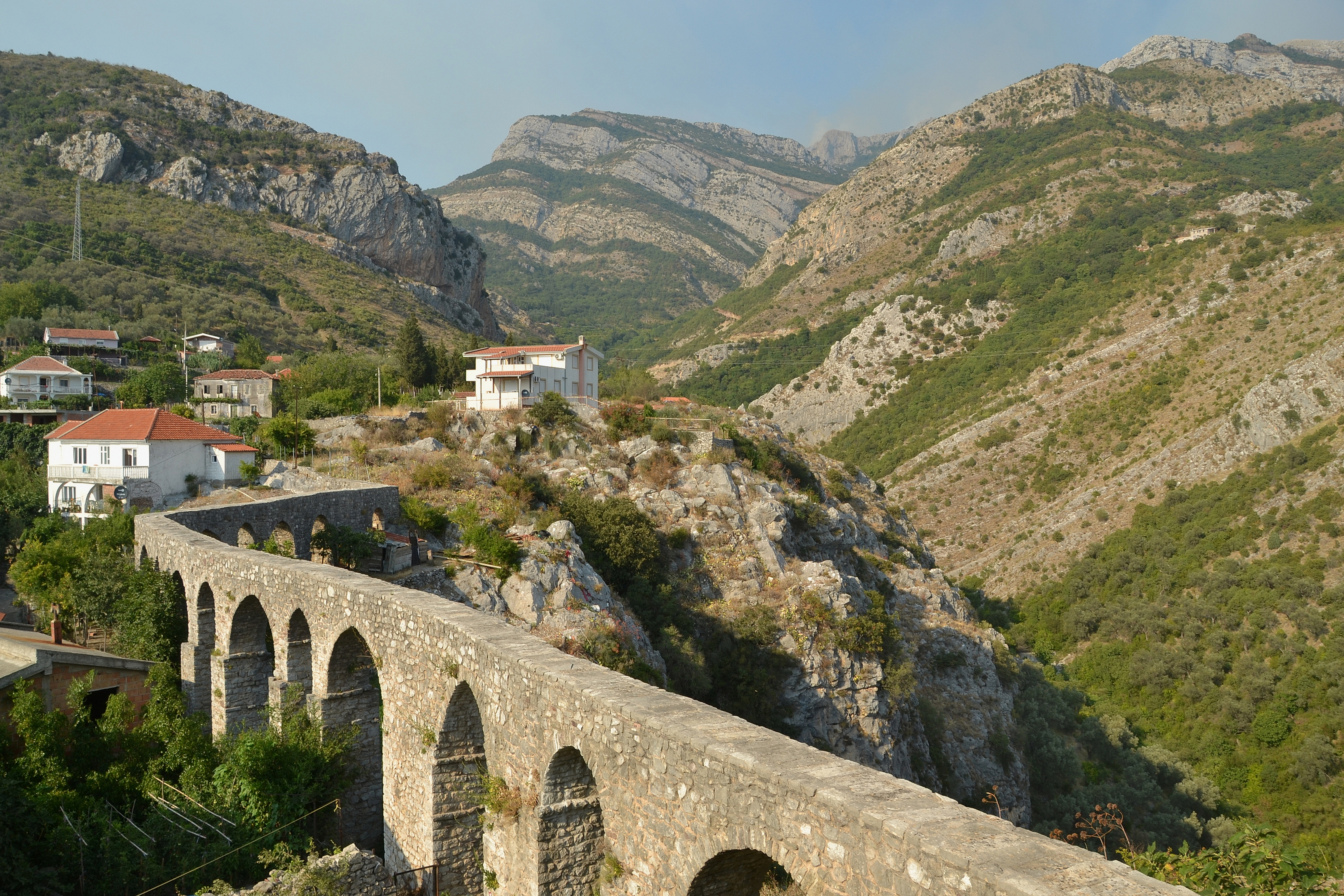
Бар Акведук